# 冨塚宥暻
冨塚 宥暻（とみつか ゆうけい、1946年（昭和21年）1月6日 - 2018年（平成30年）10月17日）は、日本の政治家。福島県田村市長（3期）、船引町長（1期）を務めた。

## 来歴
福島県船引町出身。福島県立田村高等学校、駒澤大学文学部英米文学科卒業。1994年（平成6年）4月、船引町教育委員会教育課長に就任。1999年（平成11年）6月、船引町助役に就任。
2003年（平成15年）4月、船引町長に就任。
2005年（平成17年）3月1日、滝根町、大越町、都路村、常葉町、船引町の5町村が合併して田村市が誕生。これに伴って行われた4月10日告示、4月17日投票の市長選において無投票で初当選。
2009年（平成21年）も2013年（平成25年）もともに無投票により当選した。
2017年（平成29年）の田村市長選では元県議会議員の本田仁一が立候補し、市合併後初の選挙戦となったが、4,500票以上の差を付けて敗れ、4選は成らなかった。
2018年（平成30年）10月17日、内臓疾患のため死去。72歳没。叙従五位、旭日小綬章追贈。